# Milan Ružić
Milan Ružić (Rijeka, 25 de julio de 1955 - ibídem, 26 de enero de 2014) fue un futbolista croata que jugaba en la demarcación de centrocampista y defensa.

## Biografía
Milan Ružić debutó como futbolista en 1976 a los 21 años de edad con el HNK Rijeka. Permaneció en el club un total de siete años, en los que marcó 18 goles en 176 partidos jugados. Con el club ganó la Copa de Yugoslavia en 1978 y en 1979. También ganó la Copa de los Balcanes. Además llegó a cuartos de final de la Recopa de Europa en la temporada 1979/1980. Ya en 1983 fichó por un año por el K Beringen FC. En 1984 el KAA Gent se hizo con los servicios del jugador. Jugó un total de 114 partidos con el club y marcó 14 goles. Finalmente jugó para el KRC Zuid-West-Vlaanderen y para el HSV Hoek, club con el que se retiró en 1990 a los 35 años de edad.

## Selección nacional
Milan Ružić jugó un total de dos partidos con la selección de fútbol de Yugoslavia. Debutó el 30 de marzo de 1983 en Timisoara contra Selección de fútbol de Rumanía, partido que finalizó con una victoria de Rumanía por 2-0. Su segundo y último partido se produjo tres meses después, el 7 de junio de 1983 contra Alemania en Luxemburgo, partido que ganó Yugoslavia por 2-4.

## Clubes
| Club                     | País              | Año         | Partidos | Goles |
| ------------------------ | ----------------- | ----------- | -------- | ----- |
| HNK Rijeka               | RFS de Yugoslavia | 1976 - 1983 | 176      | 18    |
| K Beringen FC            | Bélgica           | 1983 - 1984 | 22       | 2     |
| KAA Gent                 | Bélgica           | 1984 - 1988 | 114      | 14    |
| KRC Zuid-West-Vlaanderen | Bélgica           | 1988 - 1989 | 22       | 3     |
| HSV Hoek                 | Países Bajos      | 1989 - 1990 | ¿?       | ¿?    |

## Palmarés

### Campeonatos nacionales
| Título               | Club       | País              | Año  |
| -------------------- | ---------- | ----------------- | ---- |
| Copa de Yugoslavia   | HNK Rijeka | RFS de Yugoslavia | 1978 |
| Copa de Yugoslavia   | HNK Rijeka | RFS de Yugoslavia | 1979 |
| Copa de los Balcanes | HNK Rijeka | RFS de Yugoslavia | 1978 |